# Jānis Ķipurs
Jānis Ķipurs (česky též Janis Kipurs, * 3. ledna 1958, Kurmene) je bývalý lotyšský bobista, reprezentant Sovětského svazu, nyní trenér. Pilotoval dvojbob, který na olympijských hrách 1988 v Calgary získal zlatou medaili.
Ķipurs se začal bobovému sportu věnovat v roce 1980 na výzvu, kterou si přečetl v novinách.
V Calgary byl Ķipurs s brzdařem Vladimirem Kozlovem po první jízdě až čtvrtý. Ve druhé jízdě ale dosáhl nejrychlejšího času, zatímco dosavadní lídři a hlavní favoriti Wolfgang Hoppe s Bogdanem Musiolem z NDR ztratili 1,21 sekundy. Hoppe si po jízdě stěžoval na nečistou trať, celkem šest výprav (včetně NDR a SSSR) podalo protest a požadovalo zrušení výsledků prvních dvou jízd, což se ale nestalo. Zrušena ale byla druhý den třetí jízda, protože trať byla ještě více zasypána navátým pískem. Třetí den pal Ķipurs obě jízdy s Hoppem prohrál, ostatní soupeře ale nechal za sebou a náskok na čele udržel. Stal se tak olympijským vítězem a mistrem světa zároveň. Následně společně s Kozlovem a dalšími spolujezdci Guntisem Osisem a Jurisem Tonem získali ještě bronz v soutěži čtyřbobů. Ķipurs svůj bob na olympijských hrách v Calgary zbarvil lotyšskými národními barvami na protest proti sovětské okupaci.
V následujícím roce 1989 ještě vyhrál s Aldisem Intlersem bronz na mistrovství světa.
Po ukončení sportovní kariéry se stal trenérem a dosahoval i v této oblasti úspěchů. Jeho služeb využívali bobisté ve Švýcarsku, Francii či Kanadě. V roce 2010 se stal členem trenérského týmu národního družstva Spojených států s výhledem spolupráce až do olympijských her 2014 v Soči. V roce 2012 ale změnil zaměstnavatele a stal se hlavním trenérem švýcarské reprezentace.